# Laura Glauser
Laura Glauser (Besançon, 1993. augusztus 20. –) olimpiai ezüstérmes, világ-, és Európa-bajnok francia válogatott kézilabdázó, kapus, jelenleg a Ferencvárosi TC játékosa.

## Pályafutása

### Klubcsapatokban
Pályafutását szülővárosának csapatában, a Besançonban kezdte. 2010-ben igazolt a Metz Handball csapatához. A 2012-2013-as szezonban a bajnoki cím mellett a Francia Kupát is megnyerte a klub játékosaként és emellett bejutottak az EHF-kupa döntőjébe is. A a 2013-2014-es idény kezdetekor sérülés miatt több hónapot ki kellett hagynia, csak a bajnokság rájátszására lett teljesen egészséges, ott újabb bajnoki elsőséget szerzett a Metzcel.
A 2014-2015-ös szezon végén elvesztették a bajnoki címért folyó harcot a Fleury együttesével szemben és csak harmadik helyen végeztek, de a Nimes ellen a Francia Kupa döntőjét sikerült megnyerniük. A 2015-2016-os szezonban bajnok lett a csapattal és a bajnokság legjobb kapusának is megválasztották. 2016. október 19-én a Besançon elleni mérkőzésen három gólt is szerzett, kihasználva az emberhátrányos szituációkban az új szabály által engedélyezett 7 a 6 elleni játékot, amikor az ellenfél csapata kapus nélkül támad. A következő idényben bajnoki címet s kupagyőzelmet ünnepelhetett a klubbal, a Bajnokok Ligájában pedig egészen a legjobb nyolc mezőnyéig jutottak, ott a későbbi győztes Győri Audi ETO ejtette ki a csapatát. Az idény végén újból a liga legjobb kapusának választották.
2017 őszén bejelentette, hogy gyermeket vár, így szüneteltette pályafutását. 2018 szeptemberében tért vissza a pályára. 2018 októberében 2020 nyaráig meghosszabbította szerződését a klubbal. 2019. május 19-én hetedszer is bajnoki címet ünnepelhetett a Metzcel, miután a 2018-2019-es szezonban is csapata végzett a bajnokság első helyén.
2019. október 13-án a Ferencváros-Metz Bajnokok Ligája csoportmérkőzésen részleges térdszalagszakadást szenvedett. 2019. december 20-án hivatalossá vált hogy Glauser 10 év után elhagyja a Metz csapatátát és a Bajnokok Ligája címvédőjéhez, a magyar Győri Audi ETO csapatához csatlakozik. 2020. szeptemberében combizom sérülése miatt 2-3 hetes kihagyás várt rá. A Győri ETO-val 2021-ben Magyar Kupát, 2022-ben pedig magyar bajnokságot nyert.
2022 nyarától a román első osztályú CSM Bukarest színeiben kézilabdázott, akikkel 2023-ban és 2024-ben román bajnokságot, 2023-ban és 2024-ben pedig Román Kupát nyert. 2024 nyarán a Ferencvároshoz igazolt. A 2025-ös magyar kupa elődöntőjében poszttársa, Janurik Kinga sérülést szenvedett, így Glauser egyedül védett a Győri Audi ETO KC elleni döntőben, ahol a rendes játékidőbeli döntetlen után a büntetőpárbajban öt hétméteresből négyet védeni tudott.

### A válogatottban
A 2012-es junior világbajnokságon aranyérmet nyert a francia korosztályos csapattal és őt választották meg a torna legjobb kapusának. 2012. október 5-én Norvégia ellen mutatkozott be a francia felnőtt válogatottban.
2014 októberében, miután klubcsapatában folyamatosan jó teljesítményt nyújtott, újból meghívót kapott a válogatott keretébe és részt vett az év végi Európa-bajnokságon, ahol a franciák az 5. helyen végeztek. Legjobb teljesítményét a szerbek elleni csoportmérkőzésen nyújtotta, ahol a lövések 43%-át hárította. 2015 decemberében Cléopâtre Darleux sérülésének következtében bekerült a világbajnokságra utazó keretbe. A francia csapat csak 7. lett a tornán, azonban Glauser jó teljesítményt nyújtott, a szakemberek őt választották a legjobb 22 év alatti kapusnak.
2016-ban Amandine Leynaud mellett ő volt a franciák második számú kapusa az olimpián. Főként az Argentína és Svédország elleni csoportmérkőzésen nyújtott jó teljesítményt, 11, illetve 14 védést bemutatva. A hollandok elleni elődöntőben csereként beállva járult hozzá a 24–23-as győzelemhez, az Oroszország elleni döntőben pedig hat védést mutatott be, csapata azonban így is 22–19-es vereséget szenvedett. A védési statisztikákat tekintve egyedül a torna legjobb kapusának választott Kari Aalvik Grimsbø nyújtott nála jobb teljesítményt a posztján. A 2016-os Európa-bajnokságon bronzérmes volt a csapattal, majd a következő évi világbajnokságot gyermeke születése miatt hagyta ki. Tagja volt a hazai rendezésű 2018-as Európa-bajnokságonaranyérmet szerző válogatottnak is. A 2019-es világbajnokságot sérülés miatt hagyta ki.
A 2020 nyaráról egy évvel elhalasztott tokiói olimpiára nem kapott meghívót, mert a franciák szövetségi kapitánya szerint nem kapott elég játéklehetőséget Győrben.
Miután Amandine Leynaud az olimpia után lemondta válogatottságát, így Glauser a 2021-es világbajnokságra kiutazott a franciákkal, ahol végül a döntőben 7 gólos vereséget szenvedve a csapat ezüstérmes lett.

## Sikerei, díjai
Metz
- Francia bajnok: 2011, 2013, 2014, 2016, 2017, 2018, 2019
- EHF-kupa-döntős: 2012–13
- Francia Kupa-győztes: 2013, 2015
- Francia Ligakupa-győztes: 2011, 2014

Győri Audi ETO
- Magyar kupa-győztes: 2021
  - ezüstérmes: 2022
- Magyar bajnok: 2022
  - ezüstérmes: 2021
  - aranyérmes: 2022
- EHF-Bajnokok Ligája-bronzérmes: 2021
- EHF-Bajnokok Ligája-ezüstérmes: 2022

CSM București
- Román bajnok: 2023, 2024
- Román kupa-győztes: 2023, 2024

Ferencvárosi TC
- Magyar kupa-győztes: 2025

Egyéni elismerés
- A 2012-es junior világbajnokság legjobb kapusa
- A 2015-ös világbajnokság legjobb fiatal kapusa[29]
- A francia bajnokság legjobb kapusa: 2016, 2017
- 2022-ben az EHF-Bajnokok Ligája All Star csapatának kapusa, valamint az egész szezon legjobb kapus 36,5%-kal.
- A 2024-es olimpia All Star csapatának kapusa.[30]